# Dámaso Ruiz-Jarabo Colomer
Dámaso Ruiz-Jarabo Colomer (Madrid, 20 de junio de 1949-Luxemburgo, 12 de noviembre de 2009) fue un reputado jurista español que ocupó responsabilidades como letrado, juez y magistrado en la justicia española y en las instituciones europeas.

## Biografía
Miembro de una familia de juristas, se licenció en Derecho en la Universidad Complutense de Madrid en 1972, ingresando en la carrera judicial en 1975. Fue juez de Primera Instancia e Instrucción en distintas localidades de las provincias de Ávila, Cuenca, Madrid y Toledo (1976-1981), magistrado en San Sebastián y Madrid (1981-1983) y miembro del Consejo General del Poder Judicial (1983-1987). Durante poco más de un año, fue letrado del Tribunal de Justicia de las Comunidades Europeas (1987-1988), para regresar a España como director del gabinete del presidente del Consejo General del Poder Judicial, cargo en el que permaneció hasta 1994 —los mandatos de Antonio Hernández Gil y Pascual Sala—. Durante este tiempo fue nombrado por el gobierno de España juez ad hoc del Tribunal Europeo de Derechos Humanos en el caso Ruiz-Mateos. En 1995 pasó a ser letrado general del Tribunal de Justicia de las Comunidades Europeas y aunque un año más tarde fue designado magistrado de la Sala Tercera del Tribunal Supremo de España, se mantuvo en servicios especiales con destino en el tribunal europeo con sede en Luxemburgo, puesto en el que permanecía activo cuando falleció.
Desarrollo también una labor docente al impartir cursos y seminarios sobre Derecho comunitario y su encaje con el derecho nacional en la Complutense madrileña desde la cátedra de Eduardo García de Enterría, en la Universidad Carlos III y en el Foro Permanente de Estudios Judiciales Europeo de Murcia, adonde había acudido pocos días antes de fallecer para recoger un galardón.
Su carrera en la judicatura caracterizó el desarrollo de sus especialidades, entre las que se destaca el Derecho comunitario europeo y su relación con los derechos nacionales, la determinación de las fuentes del Derecho comunitario, así como aspectos básicos en la construcción de la jurisprudencia europea como la ciudadanía y el principio de igualdad común, la libertad económica y el funcionamiento de la justicia europea, entre otros muchos. A Ruiz-Jarabo se le atribuye «su papel fundamental y pionero en dar a conocer la existencia del derecho europeo en España»
Entre otros reconocimientos, estaba en posesión de la Gran Cruz del Mérito Civil, Cruz de Honor de la Orden de San Raimundo de Peñafort y la Legión de Honor de la República Francesa.